# Acrocercops telestis
Acrocercops telestis is een vlinder uit de familie van de mineermotten (Gracillariidae). De wetenschappelijke naam van de soort werd voor het eerst geldig gepubliceerd in 1911 door Meyrick.